# Deadlier Than the Male
Deadlier than the Male is een Britse misdaadfilm uit 1967, met talrijke verwijzingen naar de James Bond-films.

## Verhaal
De Britse detective Hugh "Bulldog" Drummond komt een internationaal gangstersyndicaat op het spoor, geleid door het misdadige meesterbrein van Carl Petersen. Die gebruikt een stel mooie maar meedogenloze vrouwen (Irma, Penelope, Grace) om oliemagnaten te liquideren als die hun olievelden niet aan hem willen verkopen. Drummond slaagt er uiteindelijk in om tot het commandocentrum van Petersen door te dringen, waar het tot een spannende showdown komt.

## Achtergrond
De fictieve detective Bulldog Drummond en zijn aartsvijand Carl Petersen zijn creaties van de Britse schrijver Herman Cyril McNeile (1888-1937), die schreef onder het pseudoniem "Sapper". Jimmy Sangster gebruikte deze personages in een nieuw verhaal, dat Henry Reymond tot een roman uitwerkte die verscheen in 1966.
De filmtitel verwijst naar een citaat van Rudyard Kipling: "the female of the species is more deadly than the male." The Female of the Species is tevens de titel van een Bulldog Drummond-boek van H.C. McNeile. Dit is hier toepasselijk gezien de harde moordenaars vrouwen zijn.
Deadlier than the Male is een van de talrijke op James Bond geïnspireerde films uit de jaren 1960. De gebruikte moordwapens (van harpoengeweren tot achteruitschietende sigaren en zegelringen met dodelijk gif), de sexy maar verraderlijke schoonheden en de ontknoping (een spannende schaakpartij op een reusachtige mechanisch schaakbord in het kasteel van de slechterik) zijn typische James Bond-elementen.
Van de film kwam in 1969 een sequel uit, Some Girls Do.

## Rolverdeling
| Acteur            | Personage               |
| ----------------- | ----------------------- |
| Richard Johnson   | Hugh "Bulldog" Drummond |
| Elke Sommer       | Irma Eckman             |
| Sylva Koscina     | Penelope                |
| Nigel Green       | Carl Petersen           |
| Suzanna Leigh     | Grace                   |
| Steve Carlson     | Robert Drummond         |
| Virginia North    | Brenda                  |
| Justine Lord      | Miss Peggy Ashenden     |
| Leonard Rossiter  | Henry Bridgenorth       |
| Laurence Naismith | Sir John Bledlow        |
| Zia Mohyeddin     | Koning Fedra            |